# Archgoat
Gli Archgoat sono un gruppo musicale black metal finlandese formato nel 1989 dai chitarristi gemelli Ritual Butcherer e dal cantante e bassista Lord Angelslayer, noti per i contenuti dei testi su argomenti riguardanti satanismo, occulto e temi anticristiani.

## Storia
Archgoat si sono formati nel 1989 a Turku e nel 1991 hanno pubblicato il loro primo demo Jesus Spawn. Nel 1992 hanno firmato un contratto con l'etichetta Necropolis Records e nel 1993 hanno pubblicato il loro MLP, Angelcunt (Tales of Desecration), tuttavia, a causa di divergenze sui termini del contratto si rifiutarono di pubblicare il materiale.
Dopo una lunga pausa cominciata nel 1993 il gruppo si ricostituì nel 2004, pubblicando l'EP Angelslaying Black Fucking Metal, con l'etichetta Hammer of Hate Records. Nel 2005 si è svolto il loro concerto, First Live Black Mass, in Finlandia, mentre il batterista Sinister Karppinen si unì alla band. Nel 2006 viene pubblicato il loro primo LP, intitolato Whore of Bethlehem, e intraprendono un tour in Europa nella primavera del 2007 con i Black Witchery. Nel 2008 viene pubblicato il live split Desecration & Sodomy.
Nel 2011 viene pubblicato l'EP Heavenly Vulva e nel 2015 il terzo album in studio, intitolato The Apocalyptic Triumphator. Nel luglio 2015 fu annunciato che il batterista Sinister Karppinen è stato sostituito da VnoM.

## Formazione
Attuale
- Angelslayer – basso, voce (1989–1993, 2004–presente)
- Ritual Butcherer – chitarra, basso (1989–1993, 2004–presente)
- Goat Aggressor – batteria (2017-presente)

Ex componenti
- Blood Desecrator – batteria (1989–1993)
- Sinister Karppinen –  batteria (2005–2015)
- VnoM – batteria (2015-2017)

Turnisti
- Leneth the Unholy Carnager – batteria (2004-2005)
- Maggot Wrangler – batteria (2015)

## Discografia

### Album in studio
- Whore of Bethlehem (2006)
- The Light-Devouring Darkness (2009)
- The Apocalyptic Triumphator (2015)
- The Luciferian Crown (2018)

### EP
- Angelcunt (Tales of Desecration) (1993)
- Angelslaying Black Fucking Metal (2004)
- Heavenly Vulva (Christ's Last Rites) (2011)
- Eternal Damnation Of Christ (2017)

### Demo
- Jesus Spawn (1991)
- Penis Perversor (1993)

### Album dal vivo
- Archgoat and Black Witchery (2008)

Black Mass XXX Live Album (2020)

### Split discografici
- Messe Des Morts / Angel Cunt (1999) (con i Beherit)
- Lux Satanae (Thirteen Hymns Of Finnish Devil Worship) (2015) (con i Satanic Warmaster)